# Liste de bastides

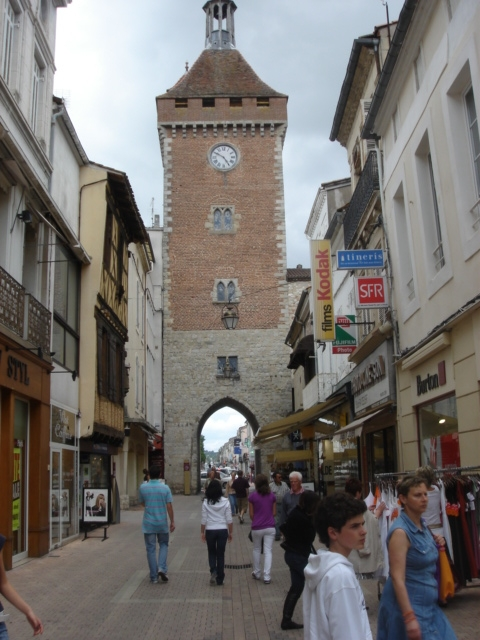
Porte d'entrée de la bastide de Villeneuve-sur-Lot (Lot-et-Garonne).

Cette liste de bastides comprend des villes nouvelles régulières qui ont été fondées dans le sud-ouest de la France au Moyen Âge et qui sont considérées comme des bastides. Elle n'est pas exhaustive.

## Liste par département
Liste non exhaustive :
- Ariège : Campagne-sur-Arize, La Bastide-de-Besplas, La Bastide-de-Bousignac, La Bastide-de-Lordat, La Bastide-du-Salat, La Bastide-de-Sérou, La Bastide-sur-l'Hers, Gabre, Lacave, Le Mas-d'Azil, Mazères, Mirepoix, Montesquieu-Avantès, Montjoie-en-Couserans, Rimont, Roquefixade, Saint-Ybars, Tarascon-sur-Ariège, Villeneuve-d'Olmes, Villeneuve-du-Bosc, Villeneuve-du-Paréage, Saint-Girons pour le quartier Villefranche.
- Aude : Arques, Belpech, Carcassonne, Castelnaudary, Chalabre, Labastide-d'Anjou, Labastide-de-Coulomat, Labastide-d'en-Richard, Labastide-en-Val, Labastide-Esparbairenque, Lignairolles, Molandier, Ribouisse, Rivel, Saint-Denis, Saint-Louis, Salles-sur-l'Hers.
- Aveyron : La Bastide-l'Évêque, Najac, Réquista, Sauveterre-de-Rouergue, Villecomtal, Villefranche-de-Panat, Villefranche-de-Rouergue, Villeneuve-d'Aveyron.
- Cantal : Aurillac (sauveté créée en 885 entre quatre croix par Géraud d'Aurillac), Maurs, Montsalvy (Sauvetés).
- Charente-Maritime : Talmont-sur-Gironde.
- Dordogne : Beaumont-du-Périgord, Beauregard-et-Bassac, Bénévent, Domme, Eymet, Fonroque, Lalinde, Molières, Monestier, Monpazier, Puyguilhem, Roquepine, Saint-Aulaye, Saint-Barthélemy-de-Bellegarde, Saint-Louis-en-l'Isle, Tocane, Vergt, Villefranche-de-Lonchat, Villefranche-du-Périgord.
- Haute-Garonne : Aignes, Alan, Beauchalot, Blajan, Bouloc, Boulogne-sur-Gesse, Boussens, Buzet-sur-Tarn, Calmont, Carbonne, Cazères, Gaillac-Toulza, Grenade, Labastide-Beauvoir, Labastide-Clermont, Lavelanet-de-Comminges, Le Fousseret, Le Plan, Léguevin, Lestelle-de-Saint-Martory, Mondilhan, Montastruc-la-Conseillère, Montesquieu-Volvestre, Montgeard, Montmaurin, Montréjeau, Nailloux, Nénigan, Palaminy, Plagne, Plaisance-du-Touch, Revel, Rieumes, Saint-Félix-Lauragais, Saint-Lys, Saint-Sulpice-sur-Lèze, Salles-sur-Garonne, Valentine, Villefranche-de-Lauragais, Villeneuve-de-Rivière, Villenouvelle.
- Gers :  Aujan, Aurimont, Barcelonne-du-Gers, Barran, Bassoues, Beaucaire, Beaumarchés, Cazaubon, Cologne, Fleurance, Fourcès, Gimont, Jegun, Labastide-Savès, Lannepax, Lias-d'Armagnac, Marciac, Marguestau, Masseube, Miélan, Miradoux, Mirande, Monfort, Monguilhem, Montréal-du-Gers, Mourède, Pavie, Plaisance, Réjaumont, Saint-Clar, Seissan, Solomiac, Valence-sur-Baïse, Villefranche-d'Astarac.
- Gironde : Blasimon, Cadillac, Créon, Libourne, Monségur, Pellegrue, Sainte-Foy-la-Grande, Sauveterre-de-Guyenne.
- Landes : Arouille, Betbezer-d'Armagnac, Bonnegarde, Buanes, Cazères-sur-l'Adour, Coudures, Duhort-Bachen, Geaune-en-Tursan, Grenade-sur-l'Adour, Hastingues, Hontanx, Labastide-Chalosse, Labastide-d'Armagnac, Mauvezin-d'Armagnac, Miramont-Sensacq, Montégut, Montfort-en-Chalosse, Pimbo, Port-de-Lanne, Rondebœuf, Roquefort, Saint-Gein, Saint-Justin, Saint-Sever, Sarron, Sorde-l'Abbaye, Souprosse, Toulouzette, Villenave, Villeneuve-de-Marsan.
- Lot : Beauregard, Bretenoux, Castelfranc, Cazals, Labastide-du-Haut-Mont, Labastide-du-Vert, Labastide-Marnhac, Labastide-Murat, Montcabrier, Montfaucon, Puybrun, Rudelle.
- Lot-et-Garonne : Aiguillon, Castelnaud-de-Gratecambe, Castelnau-sur-Gupie, Castillonnès, Caudecoste, Damazan, Durance, Francescas, Granges-sur-Lot, Hautesvignes, Labastide-Castel-Amouroux, Lagruère, Lamontjoie, Laparade, Lavardac, Lévignac-de-Guyenne, Miramont-de-Guyenne, Monclar-d'Agenais, Monflanquin, Montpezat, Montpouillan, Nicole, Puymirol, Sainte-Livrade-sur-Lot, Saint-Pastour, Saint-Pé-de-Boulogne, Saint-Sardos, Saint-Sauveur-de-Meilhan, Sérignac-sur-Garonne, Tournon-d'Agenais, Vianne, Villefranche-du-Queyran, Villeneuve-sur-Lot, Villeréal.
- Pyrénées-Atlantiques : Ainhoa, Asson, Bellocq, Bougarber, Bruges, Cardesse, Etcharry, Gan, Garlin, Navarrenx, La Bastide-Clairence, Labastide-Monréjeau, Labastide-Villefranche, Lestelle-Bétharram, Montaut, Navarrenx, Nay, Rébénacq.
- Hautes-Pyrénées : Castelbajac, Lannemezan, Lubret-Saint-Luc, Montgaillard, Peyrouse, Rabastens-de-Bigorre, Saint-Martin, Sère-Rustaing, Tournay, Trie-sur-Baïse, Vidalos.
- Tarn : Arthès, Beauvais, Brens, Briatexte, Castelnau-de-Lévis, Castelnau-de-Montmiral, Damiatte, Florentin, Labastide-de-Lévis, Labastide-Dénat ou Labastide-Dupuy, Labastide-Rouairoux, Labastide-Saint-Georges, Labessière-Candeil, Lisle-sur-Tarn, Pampelonne, Réalmont, Saint-Gauzens, Saint-Sulpice-la-Pointe, Saint-Urcisse, Técou, Valence-d'Albigeois, Villefranche-d'Albigeois, Villeneuve-sur-Vère, Viterbe, Viviers-lès-Montagnes.
- Tarn-et-Garonne : Albias, Angeville, Beaumont-de-Lomagne, Castelsagrat, Caumont, Cordes-Tolosannes, Donzac, Dunes, Labastide-Saint-Pierre, Labastide-du-Temple, Lafrançaise, Larrazet, Mirabel, Molières, Monclar-de-Quercy, Montalzat, Montech, Montjoi, Nègrepelisse, Réalville, Saint-Sardos, Septfonds, Valence-d'Agen, Verdun-sur-Garonne, Verfeil-sur-Seye, Verlhac-Tescou.
- Haute-Vienne : Masléon

## Liste par année

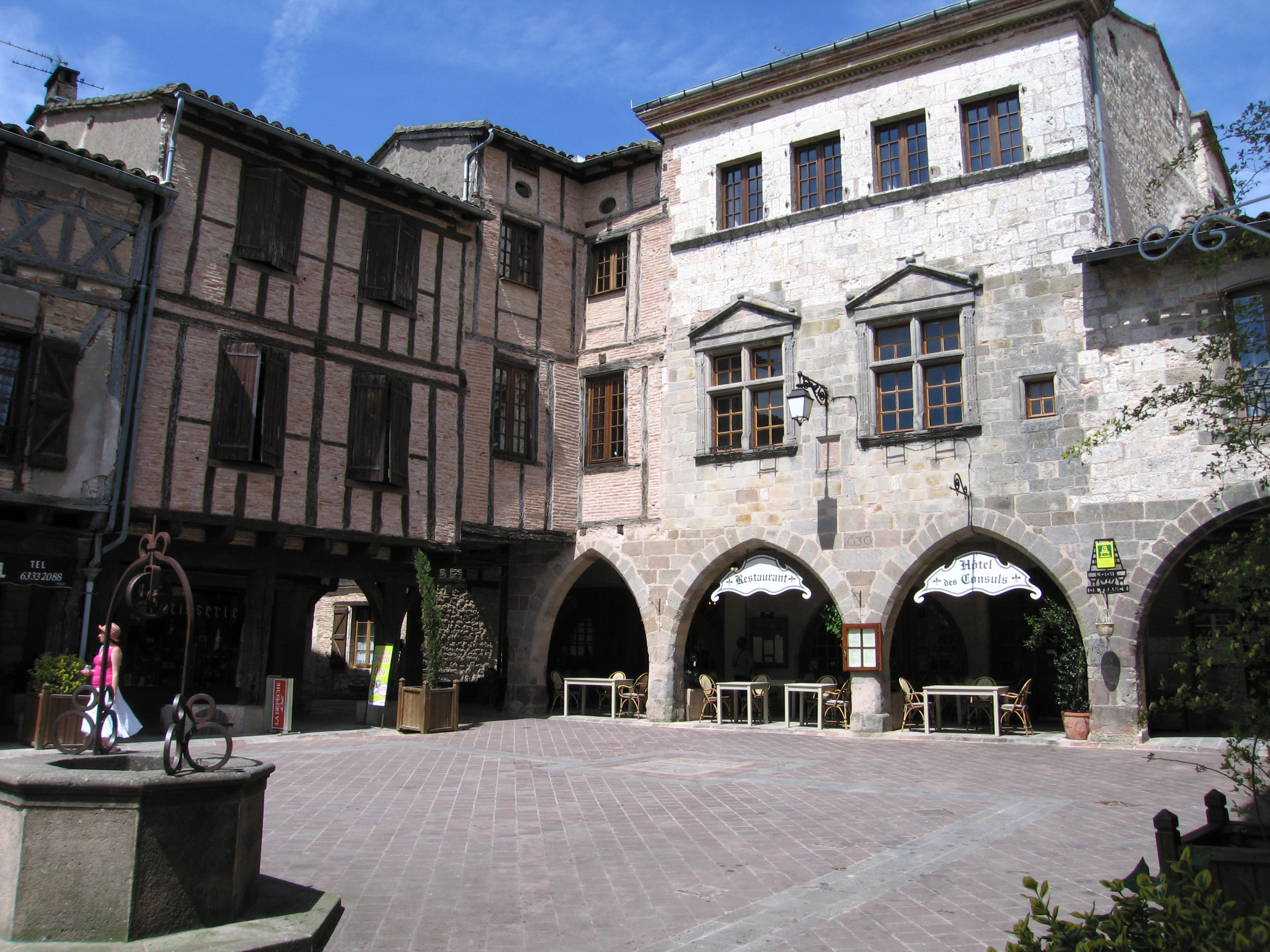
Place de Castelnau-de-Montmiral (Tarn)

Quelques dates de fondation citées dans cette liste sont variables selon les sources bibliographiques.
Liste non exhaustive :
- 1222 : Cordes, Castelnau-de-Montmiral
- 1223 : Villeneuve-sur-Vère
- 1225 : Fonsorbes
- 1229 : Labastide-de-Lévis, Lisle-sur-Tarn
- 1230 : Ainhoa
- 1239 : Villefranche-d'Albigeois
- 1241 : Bouloc, Montastruc-la-Conseillère, Saint-Sulpice-la-Pointe, Saint-Ybars
- 1242 : Aignes, Buzet-sur-Tarn
- 1243 : Lestelle-de-Saint-Martory
- 1245 : Saint-Félix-Lauragais
- 1246 : Le Mas d'Azil, Molandier, Montesquieu-Volvestre, Puymirol
- 1247 : Le Fousseret, Carcassonne
- 1249 : La Bastide-de-Besplas
- 1250 : Najac, Saint-Pastour, Verfeil-sur-Seye, Rudelle
- 1252 : Villefranche-de-Rouergue, La Bastide-de-Sérou
- 1253 : Mazères, Miradoux
- 1255 : Labessière-Candeil, Salles-sur-l'Hers, Palaminy, Montréal, Sainte-Foy-la-Grande, Montjoi, Campagne-sur-Arize
- 1256 : Carbonne, Castelnaud-de-Gratecambe, Damazan, Monclar, Saint-Urcisse, Castelnau-de-Lévis, Labastide-Saint-Georges, Saint-Girons pour le quartier Villefranche
- 1257 : Saint-Sulpice-sur-Lèze, Vidalos
- 1259 : Castillonnès, La Serre
- 1260 : Villeneuve, Lavardac, Florentin, Labastide-du-Temple
- 1261 : Villefranche-du-Périgord
- 1264 : Villeneuve-sur-Lot, Mondilhan
- 1265 : Monségur, Donzac, Lignairolles, Puyguilhem, Larrazet
- 1266 : Gimont
- 1267 : Calmont, Villefranche-de-Lauragais, Villenouvelle, Villeréal, Angeville, Lalinde, Lavelanet-de-Comminges
- 1268 : Montjoie-en-Couserans, Gaillac-Toulza, Verlhac-Tescou, Pimbo
- 1269 : Labastide-Castel-Amouroux, Laparade, Dunes, Boussens, Libourne
- 1270 : Eymet, Tournon-d'Agenais, Castelsagrat, Cordes-Tolosannes, Labastide-Saint-Pierre, Molières, Lannemezan
- 1271 : Villeneuve-de-Rivière, Monflanquin, Septfonds, Villefranche-du-Queyran, Ribouisse
- 1272 : Beaumont, Rimont, Alan, Montesquieu-Avantès, Montréjeau, Réalmont
- 1273 : Pellegrue, Caudecoste, La Bastide-du-Salat, Lacave, Sérignac-sur-Garonne
- 1274 : Valence-sur-Baïse, Masseube, Miramont-Sensacq, Fleurance, La Bastide-l'Évêque
- 1275 : Monfort, Valence-d'Albigeois, Lafrançaise
- 1276 : Castelnau-sur-Gupie
- 1277 : Técou, Bretenoux
- 1278 : Miramont-de-Guyenne
- 1279 : Barran, Aujan, Beaumont-de-Lomagne, Verdun-sur-Garonne, Mirepoix, Saint-Julien-de-Capourbise
- 1280 : Jegun, Cadillac, Arouille, Mauvezin-d'Armagnac, Saint-Lys, Larée, Lias, Saint-Justin
- 1281 : Sauveterre-de-Guyenne, Granges-sur-Lot, Mirande, Pavie, Bellocq, Domme, Sauveterre
- 1282 : Nénigan, Cazères
- 1283 : Asson, Blajan, Bonnegarde, Gabre, Roquépine, Salles-sur-Garonne, Valence-d'Agen
- 1284 : Fonroque, Molières, Monestier, Monpazier, Vianne, Cologne, Miélan
- 1285 : Plaisance du Touch, Réjaumont, Pampelonne, Albias
- 1286 : Mourède, Seissan, Le Burgaud, Beauregard, Francescas, Boulogne-sur-Gesse, Bénévent
- 1287 : Valentine, Aurimont, Villefranche-de-Lonchat, Négrepelisse
- 1288 : Saint-Aulaye, Beaumarchés, Roquefixade
- 1289 : Fourcès, Saint-Clar, Hastingues, Saint-Gein, Lagruère, Masléon, Saint-Pé-de-Boulogne, Sainte-Livrade, Saint-Sardos
- 1290 : Réquista, Vergt, Labastide-Murat, Grenade, Sorde, Labastide-Dénat, Arques
- 1291 : Labastide-d'Armagnac, Nicole, Le Rayet
- 1292 : Montfaucon, Réjaumont
- 1293 : Villefranche-d'Astarac, Labastide-Savès
- 1294 : Marguestau
- 1295 : Bassoues, Damiatte
- 1297 : Monclar, Montcabrier
- 1298 : Lamontjoie, Marciac
- 1299 : Viterbe
- 1300 : Saint-Louis, Aiguillon, Labastide-Clermont
- 1302 : Garlin, Nay
- 1303 : Hautesvignes, Plagne
- 1305 : Lévignac-de-Guyenne, Monsempron-Libos, Coudures
- 1306 : Brens, Rabastens, Montjoi
- 1307 : Beauregard, Tournay
- 1308 : Peyrouse, Saint-Louis-en-l'Isle, Villeneuve-du-Paréage
- 1309 : Montaut, Léguevin
- 1311 : Réalville
- 1312 : Labastide-Clairence
- 1313 : Créon, Cazères, Castelbajac, Etcharry
- 1314 : Souprosse
- 1315 : Rondebœuf
- 1316 : Barcelonne-du-Gers, Navarrenx, Saint-Barthélemy-de-Bellegarde, Cazals
- 1317 : Rieumes, Montmaurin, Montpezat, Montgeard
- 1318 : Geaune-en-Tursan, Sarron, Saint-Sauveur-de-Meilhan, Saint-Sardos, Le Temple-du-Breuil
- 1319 : Nailloux
- 1320 : Durance, Blasimon, Betbezer-d'Armagnac, Monguilhem, Montégut, Montfort-en-Chalosse
- 1321 : Toulouzette
- 1322 : Plaisance, Solomiac, Saint-Luc
- 1323 : Trie-sur-Baïse
- 1324 : Grenade-sur-l'Adour
- 1327 : Labastide-Chalosse, Saint-Pierre-de-Londres, Montgaillard, Saint-Martin, Beauchalot
- 1328 : Arthes
- 1331 : Duhort-Bachen, Hontanx, Port-de-Lanne
- 1335 : Gan, Lestelle-Bétharram
- 1339 : Viviers-les-Montagnes
- 1342 : Beauvais, Revel
- 1357 : Bruges, Rébénacq
- 1366 : Le Plan
- 1373 : Labastide-d'Anjou

| Nombre des bastides par décennie de fondation classement fait sur 263 bastides |                    |                      |                                                          |
| Décennie de fondation                                                          | Nombre de bastides | Période de fondation | Graphique                                                |
| 1222-1229                                                                      | 6                  | Comtale              | IIIIII                                                   |
| 1230-1239                                                                      | 2                  | Comtale              | II                                                       |
| 1240-1249                                                                      | 13                 | Comtale              | IIIIIIIIIIIII                                            |
| 1250-1259                                                                      | 26                 | Alphonsine           | IIIIIIIIIIIIIIIIIIIIIIIIII                               |
| 1260-1169                                                                      | 28                 | Alphonsine           | IIIIIIIIIIIIIIIIIIIIIIIIIIII                             |
| 1270-1279                                                                      | 39                 | Sénéchale            | IIIIIIIIIIIIIIIIIIIIIIIIIIIIIIIIIIIIIII                  |
| 1280-1289                                                                      | 56                 | Sénéchale            | IIIIIIIIIIIIIIIIIIIIIIIIIIIIIIIIIIIIIIIIIIIIIIIIIIIIIIII |
| 1290-1299                                                                      | 22                 | Royale               | IIIIIIIIIIIIIIIIIIIIII                                   |
| 1300-1309                                                                      | 19                 | Royale               | IIIIIIIIIIIIIIIIIII                                      |
| 1310-1319                                                                      | 22                 | Royale               | IIIIIIIIIIIIIIIIIIIIII                                   |
| 1320-1329                                                                      | 19                 | Royale               | IIIIIIIIIIIIIIIIIII                                      |
| 1330-1339                                                                      | 5                  | Royale               | IIIII                                                    |
| 1340-1349                                                                      | 2                  | Royale               | II                                                       |
| 1350-1359                                                                      | 2                  | Royale               | II                                                       |
| 1360-1369                                                                      | 1                  | Royale               | I                                                        |
| 1370-1373                                                                      | 1                  | Royale               | I                                                        |

## Liste par fondateur
Quelques dates de fondation citées dans cette liste sont variables selon les sources bibliographiques.
Liste non exhaustive. Des bastides fondées par divers seigneurs, abbayes ou ordres religieux manquent encore sur cette liste.

### Bastides ecclésiastiques (seule ou en paréage)
Fonsorbes (1225) - Aignes (1242) - Molandier (1246) - Labastide-Beauvoir /1248 - La Bastide-de-Besplas (1249) - La Bastide-de-Lordat /1250 - Rudelle /1250 - Belpech /1250 - Miradoux /1250 - La Bastide-sur-l'Hers (1252) - Campagne-sur-Arize (1254) -  Labessière-Candeil (1255) - Lestelle-de-Saint-Martory (1256) - Saint-Urcisse ca/1256 - Vidalos (1257) - Labastide-du-Vert ca/1258 - Florentin ca/1260 - Larrazet ca/1260 - Mondilhan (1264) -  Lignairolles (1265) - Montpouillan /1265 - Seissan (1266) - Villefranche-d'Albigeois (1269) - Saint-Gauzens (1270) - Villeneuve-de-Marsan /1270  - Ribouisse (1271) - Alan (1272) - Caudecoste /1273 - Sérignac (1273) - Lannemezan (1274) - Masseube (1274) - (Valence-sur-Baïse 1274) - Saint-Sauvy /1274 - Monfort /1275 - Mauvezin-d'Armagnac (1276) - Bretenoux /1277 - Tecou (1277) - Aujan (1279) - Barran (1279) - Mirepoix (1279) - Bellocq /1280 - Asson /1280 - Castelnau-Montratier /1280 -  Meilhan (1280) - Saint-Justin (1280) - Blasimon /1281 - Nenigan (1282) - Blajan (1283) - Le Burgaud /1285  - Mourède (1286)  - Saint-Aulaye /1288 -  Labastide-Dénat >1290 - Labastide-d'Armagnac (1291) - Labastide-Villefranche /1292 - Requista (1293) - Villefranche-d'Astarac /1293 - Marguestau /1294 -  Bassoues /1295 - Damiatte (1295) - Monclar-du-Gers (1297) - Saint-Pé-Delbosc /1297 - Saint-Sever-de-Rustang /1297 - Villefranche-de-Panat - Arthes (1319) - Saint-Nicolas-de-la-Grave ca XIIIe - La Bastide-l'Évêque /XIIIe - Beaucaire /XIIIe - Bretagne-d'Armagnac /XIIIe - Castelfranc /XIIIe - Labastide-de-Couloumat / XIIIe - Villeneuve-du-Bosc /XIIIe -  Lannepax /XIIIe - Garlin (1302) - Nay (1302) - Plagne /1303 - Sere /1304 - Sere-Rustaing /1304  - Montaut (1308) - Etcharry (1313) - Labastide-Clairence (1314) - Cazères-sur-l'Adour (1315) - Navarrenx /1315  - Mauléon-d'Armagnac (1319) - Montmaurin /1317 -  Plaisance-du-Gers (1322) - Ornézan (1322 - Beauchalot (1327) - Gan (1332) - Lestelle-Bétharram (1335) - Montfloquier /1345 - Rebenacq (1347) - Bruges (1357) - Le Plan /1366 - Labastide-Marnhac /1371

### Bastides comtales
- Raymond VII, ou par ses sénéchaux Doat et Sicard Alaman (plus de 20 fondations), dont : Cordes (1222), Castelnau-de-Montmiral (1222), Villeneuve-sur-Vère (1223), Labastide-de-Lévis (1229), Lisle-sur-Tarn (1229), Bouloc (1241), Montastruc-la-Conseillère (1241), Saint-Sulpice-la-Pointe (1241), Buzet-sur-Tarn (1242), Saint-Félix-Lauragais (1245), Montesquieu-Volvestre (1246), Puymirol (1246), Le Fousseret (1247).
- Alphonse de Poitiers, par son sénéchal Eustache de Beaumarchais (plus de 50 fondations[3]), dont : Najac (1250), Saint-Pastour (1250), Verfeil-sur-Seye (1250), Villefranche-de-Rouergue (1252), Salles-sur-l'Hers (1255), Palaminy (1255), Montréal (1255), Sainte-Foy-la-Grande (1255), Montjoi (1255), Castelnau-de-Lévis (1256), Labastide-Saint-Georges (1256), Carbonne (1256), Castelnaud-de-Gratecambe (1256), Damazan (1256), Monclar (1256), Saint-Girons pour le quartier Villefranche (1256), Saint-Sulpice-sur-Lèze (1257), Castillonnès (1259), Villeneuve (1260), Lavardac (1260), Villefranche-du-Périgord (1261), Villeneuve-sur-Lot (1264), Donzac (1265), Gimont (1266), Calmont (1267), Lavelanet-de-Comminges (1267), Villefranche-de-Lauragais (1267), Villenouvelle (1267), Villeréal (1267), Angeville (1267), Montjoie-en-Couserans (1268), Gaillac-Toulza (1268), Verlhac-Tescou (1268), Labastide-Castel-Amouroux (1269), Laparade (1269), Dunes (1269), Eymet (1270), Tournon-d'Agenais (1270), Castelsagrat (1270), Cordes-Tolosannes (1270), Labastide-Saint-Pierre (1270), Molières (1270), Villeneuve-de-Rivière (1271), Monflanquin (1256), Septfonds (1271).

### Bastides françaises
- Par Eustache de Beaumarchès, ancien sénéchal de Alphonse de Poitiers : (24 nouvelles bastides royales[4]) Rimont (1272), Alan (1272), Montréjeau (1272), Fleurance (1274), Valence-d'Albigeois (1275), Beaumont-de-Lomagne (1279), Verdun-sur-Garonne (1279), Saint-Lys (1280), Mirande (1281), Pavie (1281), Cazères (1282), Gabre (1283), Cologne (1284), Miélan (1284), Plaisance-du-Touch (1285), Réjaumont (1285), Pampelonne (1285), Boulogne-sur-Gesse (1286), Valentine (1287), Aurimont (1287), Beaumarchés (1288), Grenade (1290), Sorde (1290), Solomiac (1322)?.
- Philippe III le Hardi : Réalmont (1272), Lafrançaise (1275), Domme (1281), Bénévent (1286), Labastide-Savès (1293)?.
- Philippe IV le Bel : Albias (1285), Négrepelisse (1287), Roquefixade (1288), Masléon (1289), Saint-Sardos (1289), Le Rayet (1291), Lamontjoie (1298), Saint-Louis (1300), Aiguillon (1300), Brens (1306), Beauregard (1307), Saint-Louis-en-l'Isle (1308), Villeneuve-du-Paréage (1308), Réalville (1311).

### Bastides aquitaines
- Edouard Ier : Pimbo (1268), Libourne (1269), Villefranche-du-Queyran (1271), Beaumont-du-Périgord (1272), Pellegrue (1273), Miramont-Sensacq (1274), Castelnau-sur-Gupie (1276), Miramont-de-Guyenne (1278), Cadillac (1280), Arouille (1280), Mauvezin-d'Armagnac (1280), Sauveterre-de-Guyenne (1281), Granges-sur-Lot (1281), Roquépine (1283), Bonnegarde (1283), Valence-d'Agen (1283), Fonroque (1284), Molières (1284), Monestier (1284), Monpazier (1284), Vianne (1284), Talmont-sur-Gironde (1284), Beauregard (1286), Francescas (1286), Villefranche-de-Lonchat (1287), Saint-Aulaye (1288), Fourcès (1289), Saint-Clar (1289), Hastingues (1289), Saint-Gein (1289), Lagruère (1289), Saint-Pé-de-Boulogne (1289), Vergt (1290), Labastide-Murat (1290), Nicole (1291), Montfaucon (1292), Hautesvignes (1303), Lévignac-de-Guyenne (1305), Monsempron-Libos (1305), Durance (1320)?.
- Edouard II : Souprosse (1314), Saint-Barthélemy-de-Bellegarde (1316), Montpezat (1317), Geaune-en-Tursan (1318), Sarron (1318), Saint-Sauveur-de-Meilhan (1318), Blasimon (1320), Betbezer (1320), Toulouzette (1321), Labastide-Chalosse (1327).
- Edouard III : Saint-Pierre-de-Londres (1327), Duhort-Bachen (1331), Port-de-Lanne (1331).

### Bastides seigneuriales
- Comtes du Comminges : Lestelle-de-Saint-Martory (1243), Mondilhan (1264), Boussens (1269), Montesquieu-Avantès (1272), Lacave (1273), Nénigan (1282), Le Burgaud (1286), Rieumes (1317), Le Plan (1366).
- Comtes d'Armagnac : Valence-sur-Baïse (1274), Montfort (1275), Barran (1279), Jegun (1280), Mourède (1286), Labastide-d'Armagnac (1291), Marguestau (1294), Monclar (1297), Barcelonne-du-Gers (1316), Plaisance (1322).
- Comtes d'Astarac : Masseube (1274), Aujan (1279), Seissan (1286), Villefranche-d'Astarac (1293).
- Comtes de Foix : Saint-Ybars (1241), Le Mas d'Azil (1246), Mazères (1253), La Bastide-de-Sérou (1252)

## Pour approfondir